# Camponotus obliquus
Camponotus obliquus är en myrart som beskrevs av Smith 1930. Camponotus obliquus ingår i släktet hästmyror, och familjen myror. Inga underarter finns listade.

## Bildgalleri

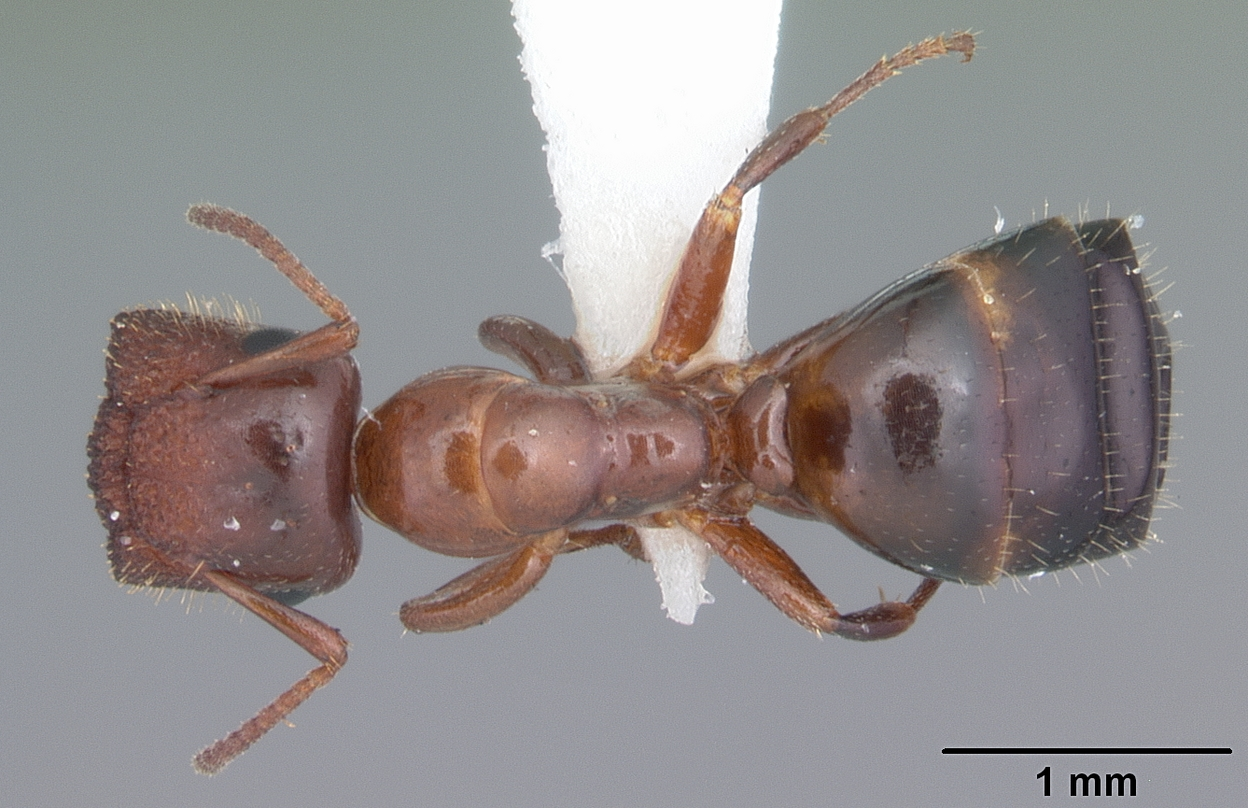
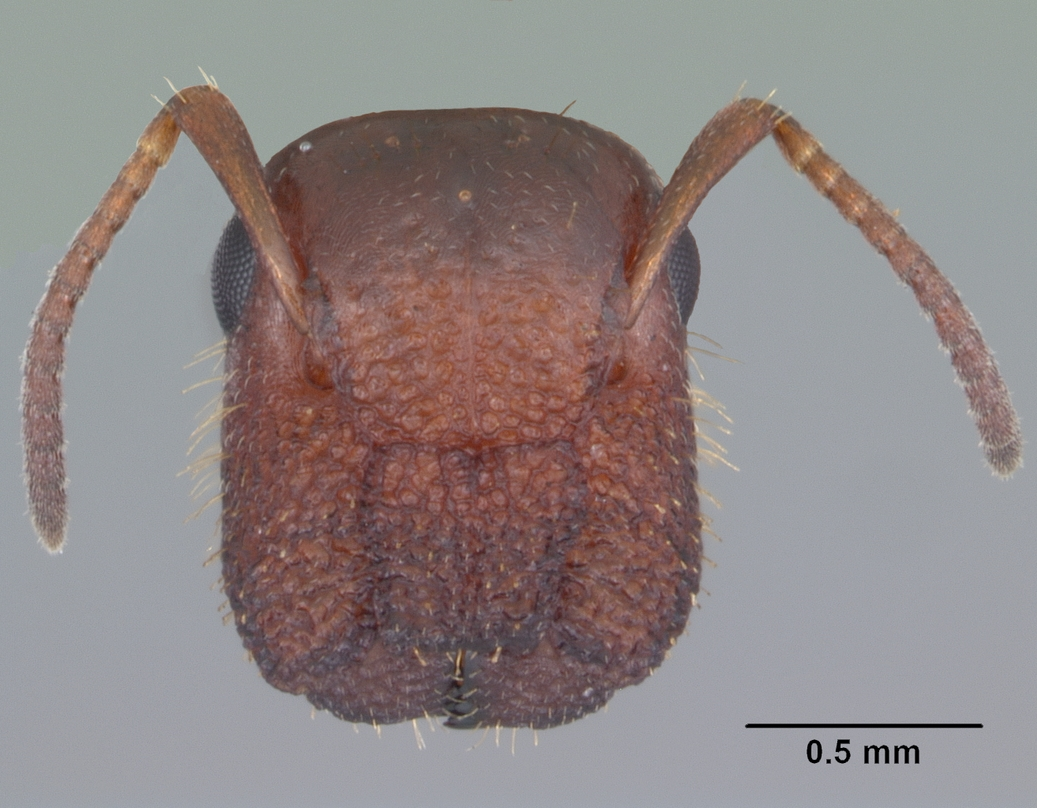
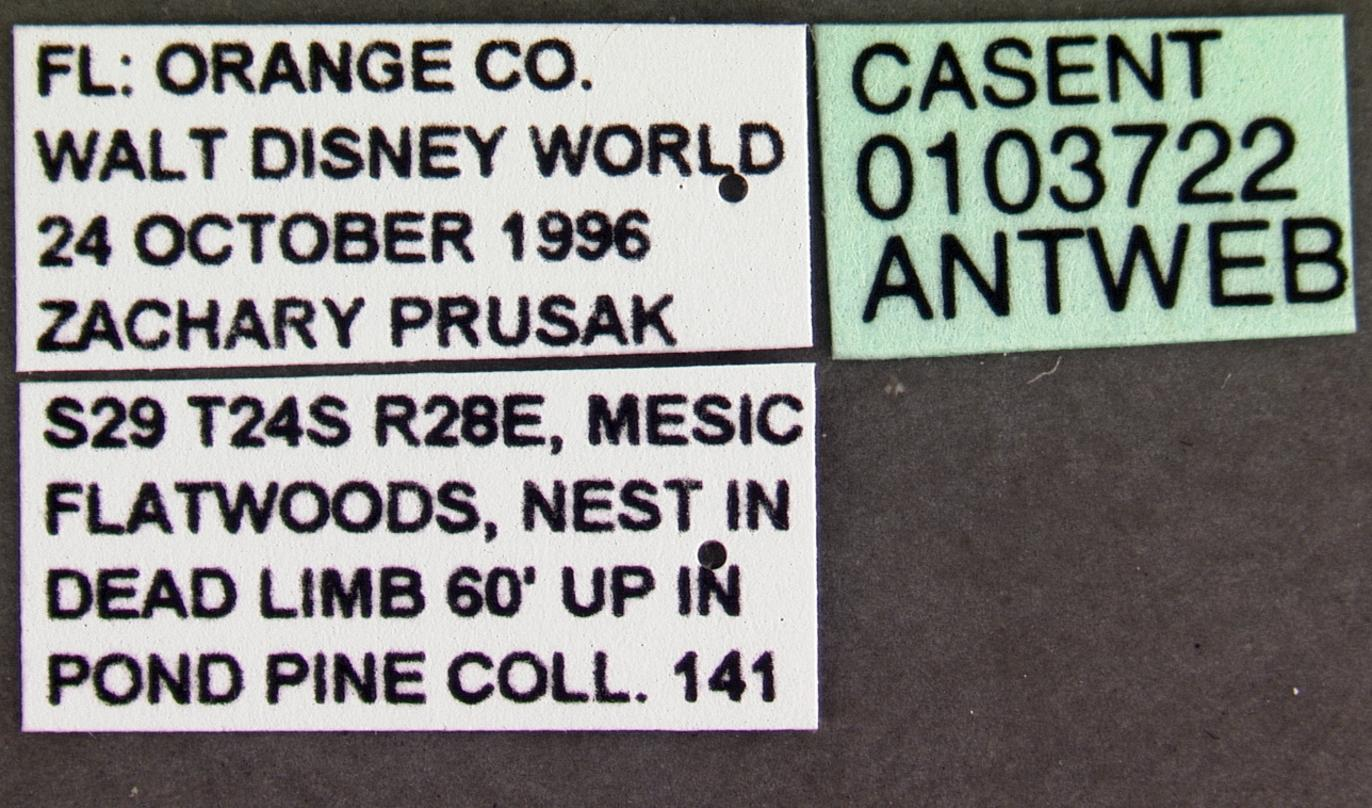
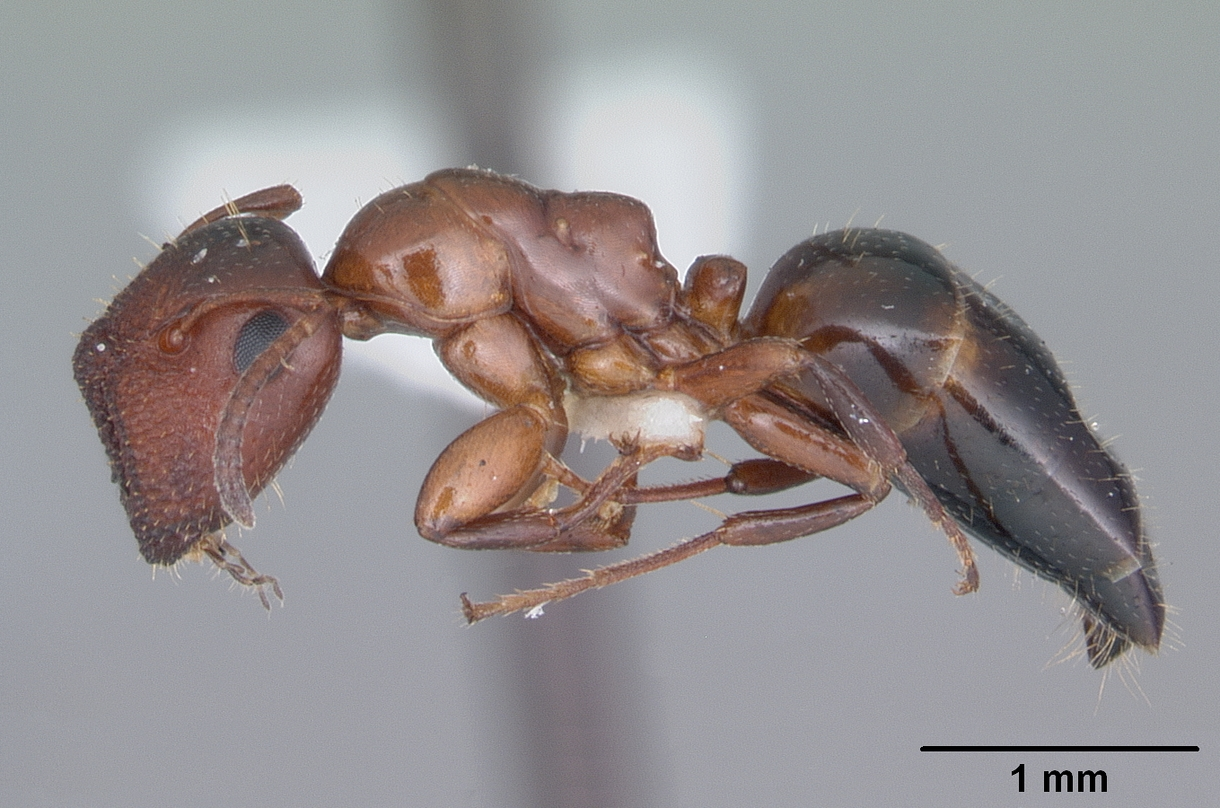
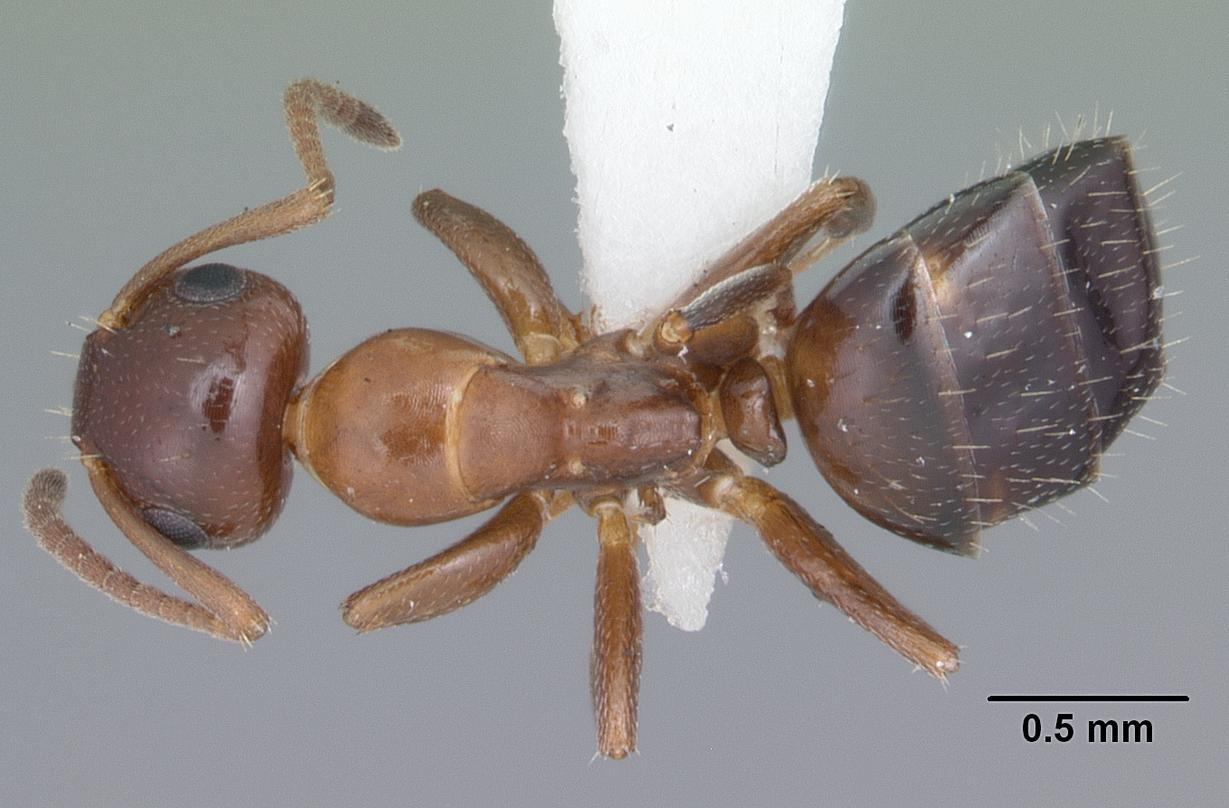
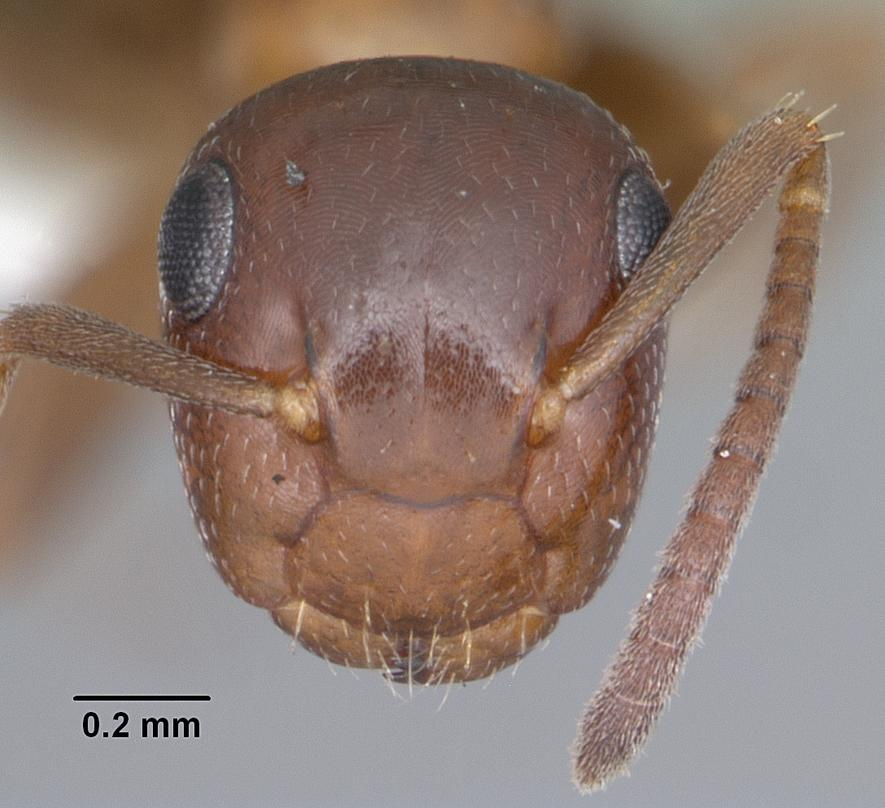